# Дынкин, Евгений Борисович
Евге́ний Бори́сович Ды́нкин (11 мая 1924, Ленинград — 14 ноября 2014, Итака) — советский и американский математик, доктор физико-математических наук (1951). Известен своими работами в области групп и алгебр Ли, а также в теории вероятностей. Член Национальной академии наук США.

## Биография
Жил в Ленинграде до 1935 года, когда их семья была выслана в Актюбинск (Казахстан), двумя годами позже его отец юрист Борис Соломонович Дынкин (1884—1937), уроженец Суража, был расстрелян. Тем не менее он поступил в 1940 году в МГУ и окончил его (не был призван на войну из-за плохого зрения). Ученик А. Н. Колмогорова и С. А. Яновской.
В 1948 г. окончил аспирантуру, защитил кандидатскую диссертацию (под руководством Колмогорова) и начал работать на кафедре теории вероятностей механико-математического факультета. В 1951 году (в возрасте 27 лет) защитил докторскую диссертацию. С 1954 года — профессор.
В 1951 году решил задачу классификации полупростых подалгебр в особых комплексных алгебрах Ли, строение которых к тому времени было весьма слабо изучено. В частности, перечислил все полупростые максимальные подалгебры, что дало полное решение проблемы Софуса Ли в случае поля комплексных чисел. За цикл работ по классификации подалгебр в полупростых алгебрах Ли получил в 1951 г. премию Московского математического общества.
В 1968 году за подписание письма в защиту Гинзбурга и Галанскова его увольняют из МГУ. Он переходит в Центральный экономико-математический институт АН СССР на должность старшего научного сотрудника.
С 1976 года — в эмиграции, с 1977 г. профессор Корнеллского университета (США). С 1978 г. член Американской академии искусств и наук, с 1985 г. — член Национальной академии наук США.
Основные работы Дынкина в области групп и алгебр Ли, в особенности полупростых и компактных групп Ли. Также важны его работы в теории вероятностей (марковские процессы) и математической экономике.
Дынкин — видный деятель математического просвещения. Весной 1945 года, будучи студентом-пятикурсником мехмата, Евгений Дынкин организовал кружок для школьников на будущий учебный год. С 1950-х годов вёл математические кружки при МГУ. В 1963 году Дынкин организовал при МГУ Вечернюю математическую школу (ВМШ) (позднее — Вечерняя математическая школа при Московском математическом обществе). С 1964 года руководил потоком и читал лекции в физматшколе № 2. По инициативе Дынкина начал издаваться на ротапринте МГУ в 1965 и 1966 годах журнал «Математическая школа» — предтеча «Кванта». Позднее Дынкина заставляют[кто?] отказаться от работы со школьниками.

## Некоторые публикации
- Дынкин Е. Б., Успенский В. А. Математические беседы. — М.—Л.: Гостехиздат, 1952. — (Библиотека математического кружка).
- Дынкин Е. Б. и др. Серия «Математическая школа». Издательство МГУ. 1965—1968.

## Награды, членство в академиях

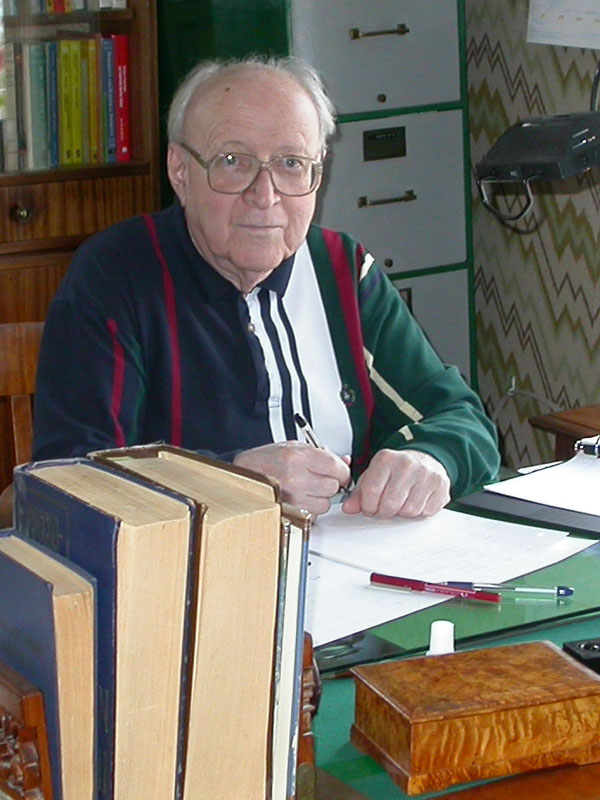
Е. Б. Дынкин в 2003 году

- Член Американской академии искусств и наук (1978).
- Член Национальной академии наук США (1985).
- Премия Стила в номинации «за выдающиеся достижения на протяжении всей карьеры» (1993).
- Почётный член Московского математического общества (1995).
- Почётный доктор университета Пьера и Марии Кюри (1997).
- Действительный член Американского математического общества (2012)[4].